# Språkvårdsgruppen
Språkvårdsgruppen är ett samarbetsorgan för organisationer med språkvårdande uppgifter för det svenska språket. Gruppen träffas regelbundet och utbyter information om aktuell språkvård. Allt från rena språkfrågor till språkpolitiska ämnen diskuteras i gruppen. Ärenden som gruppen regelbundet tar upp är t.ex. ändringar av principiell natur i nya upplagor av Svenska skrivregler och Svenska Akademiens ordlista. Under årens lopp har Språkvårdsgruppen arrangerat olika seminarier och konferenser på temat språkvård.
De organisationer som ingår i gruppen är Europeiska kommissionen,  Institutet för de inhemska språken (Finland), Institutet för språk och folkminnen, Mediespråksgruppen, Namnarkivet i Uppsala, Regeringskansliet, Riksdagsförvaltningen, Samspråk, SAOL-redaktionen,  Språkrådet, Svenska Akademien, Svenska institutet för standarder (SIS), Svensklärarföreningen, Sveriges Radio och Terminologicentrum TNC.

## Historik
I november 1975 bildades en arbetsgrupp som har utvecklats till vad som idag är Språkvårdsgruppen. Upphovet var ett föredrag med rubriken ”Den svenska språkvårdens organisation” som Sture Allén höll vid Svenska språknämndens årsmöte i september samma år.
Vid årsmötet diskuterades språkvårdens uppgifter med avseende på språksystemet, språkbruket och språkvårdsteorin. Sture Allén uppmärksammade att språkvårdens dåvarande organisation var otillfredsställande i fråga om samverkan mellan olika organ och lämnade synpunkter på hur en organisation kunde utformas. Han föreslog att man skulle tillsätta en arbetsgrupp med uppgift att behandla frågan.
Medlemmarna skulle representera de fyra huvudorganen på allmänspråkets och fackspråkens områden, nämligen Svenska Akademien, Svenska språknämnden, Tekniska nomenklaturcentralen och Standardiseringskommissionen i Sverige. De båda senare har för några år sedan modifierat sina namn till AB Terminologicentrum TNC respektive Svenska institutet för standarder, SIS. Svenska språknämnden, som fram till 1974 hette Nämnden för svensk språkvård, har nu namnet Språkrådet.
Av de fyra språkvårdsorganen hade Svenska Akademien sedan 1786 uppdraget ”att arbeta uppå Svenska Språkets renhet, styrka och höghet”, dvs. ’klarhet, uttrycksfullhet och anseende’. Svenska språknämndens huvuduppgift sedan tillkomsten 1944 var ”att följa det svenska sets utveckling i tal och skrift samt utöva en språkvårdande verksamhet”. TNC skulle sedan grundandet 1941 verka för ”att åstadkomma en för svenska förhållanden lämpad teknisk nomenklatur”. För SIS, som tillkom 1921, var språknormering en deluppgift genom att en standard också skulle innefatta terminologi.
Formellt konstituerades gruppen vid ett sammanträde i februari 1976 och antog då namnet Arbetsgruppen för språkvårdssamverkan. Sture Allén valdes till ordförande. Till sekreterare utsågs Einar Selander, TNC. De båda övriga ledamöterna var Herman Sköldebrand, SIS, och Carl Ivar Ståhle, Svenska Akademien.
Med protokollets ord diskuterade gruppen ingående utvecklingslinjerna för det blivande samarbetet, och man enades om att se språkvård som ett allmänt övergripande uttryck. Gruppen beslöt att var och en av ledamöterna skulle utarbeta en promemoria med redogörelse för hur samarbetet fungerade och hur man skulle vilja att det fungerade. Sex punkter skulle behandlas: granskning av löpande text, föreskrifter för allmän språkform, normativ utformning av termer, rådgivning, datateknisk verksamhet och utbyte av publikationer. Gruppen beslöt att formulera syftet med arbetet på följande sätt: att verka för vidareutveckling av samarbetet mellan organ med språkvårdande uppgifter.
I en sammanställning från 2003 anges Språkvårdsgruppens syfte fortfarande med precis denna formulering. Som exempel på verksamheter inom syftets ram under åren anges där anordnande av konferenser på området, diskussioner om konkreta språkfrågor, information om aktuella händelser och aktiviteter hos medlemsorganen, i vissa fall pressmeddelanden om språkliga rekommendationer, inrättande av Språkvårdsportalen (språkvårdsgruppen.se) och diskussioner om aktuella frågor i arbetet på SAOL. Konferenserna har belyst många olika aspekter av Språkvårdsgruppens materia: språket hos myndigheterna, språket i massmedierna, språket i skolan, reklamspråket, författningsspråket, bokförlagen och språket, sjukvårdens språk, engelskan i svenskan, språkvårdens mål och medel, informationssamhällets språk, olika aspekter på översättning till svenska, svenskan i världen, svenskan och EU, textgranskning, grafiskt språk och språkhjälpmedel i tiden.
År 1979 antogs namnet Språkvårdsgruppen. Samma år bildades Samspråk, samarbetsorganet för språkvård inom de statliga myndigheterna. Under åren som gått har gruppen vuxit i storlek. Utöver de fem hittills nämnda organen är nu ytterligare tio representerade: Europeiska kommissionen, Institutet för de inhemska språken (Finland), Institutet för språk och folkminnen, Mediespråksgruppen, Regeringskansliet, Riksdagsförvaltningen, SAOL-redaktionen, Svenska språkbyrån (Finland), Svensklärarföreningen och Sveriges Radio. Antalet ledamöter är 2014 arton, vartill kommer nio suppleanter. Alla tjugosju har rätt att delta i sammanträdena, och närvaron är stor.
Gruppen dryftar såväl övergripande frågor som enskildheter, både för att informera om medlemsorganens syn och för att om möjligt resonera sig fram till en samsyn. En återkommande fråga har gällt innebörden i den grundläggande benämningen språkvård, ungefärligen svarande mot engelskans language cultivation, tyskans Sprachpflege. I grunden rör det sig om verksamhet som syftar till att styra språkutvecklingen. Viktig är därvidlag självfallet den sedan länge bedrivna ord- och grammatikvården. Under senare tid har den med en mycket olämplig benämning ibland kallats korpusvård. Korpus är en sedan länge etablerad språkvetenskaplig term för ett väldefinierat textmaterial som används för studier av olika slag. Till språkvården hör också tal- och textvården, som rör textmönster och talsituationer och därvid bland annat läsbarhet och samtalsregler. Som ytterligare ett inslag kan man räkna språkvalsplanering, en aktivitet som inriktas på språkens roll i samhället, till exempel frågor om huvudspråk och minoritetsspråk. Gruppen avråder här från den ibland förekommande benämningen statusvård med dess speciella konnotationer. Utanför den egentliga språkvården faller det som numera går under benämningen språkpolitik, engelskans language politics. Här är det fråga om språkinriktad verksamhet som bedrivs inom ramen för offentliga institutioner. Det kan gälla ett lands, en regions eller en unions principiella hållning till språkförhållandena.
En annan följeslagare är svenskan i EU. Naturligtvis strävar gruppen efter att främja och stödja användningen av vårt språk i det sammanhanget. Bland annat har Språkvårdsgruppen bidragit till att fästa uppmärksamheten på de svenska representanternas korttänkta avhållsamhet från att begära tolkning från svenska. Genom att göra sina inlägg på främmande språk avstår de frivilligt från möjligheten att utnyttja sin intellektuella kapacitet fullt ut. De blir handikappade i alla debatter och förhandlingar.
Ofta kommer det också frågor från EU-håll om enskilda ord och uttryck. De diskuteras vid sammanträdena eller i mera brådskande fall i den diskussionsgrupp på nätet som gruppen har bildat. För att ta ett exempel: hur skall man hantera det i så många sammanhang uppdykande engelska implement? Skall man börja implementera direktiv i stället för att genomföra dem? På liknande sätt har det förts en diskussion om proaktiv. Skall vi sikta in oss på förebyggande eller förutseende eller kanske bara aktiv eller rentav låta proaktiv stå? Den missvisande användningen av Europa när EU avses, t.ex. i Europainformation, har föranlett ett särskilt påpekande från gruppen till medlemsorganisationerna.
En stor fråga som gruppen har engagerat sig i gäller vilka språk som patentskrifter rörande gemenskapspatent inom EPO skall få avfattas på. Det ursprungliga förslaget innebar, att endast engelska, franska och tyska skulle få användas. Språkvårdsgruppen menade, att om svenskan skulle utestängas vore det en stark begränsning av språkets utveckling som tekniskt, vetenskapligt och juridiskt språk. I en skrivelse till justitiedepartementet framhöll gruppen, att den betraktade stöd till ett förslag som skulle tillintetgöra möjligheterna att använda svenskan inom centrala områden som helt förkastligt. Senare modifierades förslaget så, att patentkraven skulle finnas i svensk version, medan patentbeskrivningen skulle skrivas på engelska, franska eller tyska.
Vid flera tillfällen har gruppen diskuterat frågor i arbetet på nästa upplaga av SAOL med redaktörerna. Det har gällt sådant som tillkommande respektive utgående ord, alternativformer i stavning och böjning, anpassning av utländska ord och stilbeteckningar. Gruppens medlemmar har uttryckt sin tillfredsställelse med dessa överläggningar, som har varit givande i flera avseenden.
Samarbetet har under de gångna åren varit både stimulerande och betydelsefullt. Språkvårdsgruppen är ett forum där frågor av många slag dryftas, där olika uppfattningar ventileras, där gemensamma hållningar etableras och där den inbördes informationen har gett ökad överblick. Oberoende av vilka organ som framdeles kommer att verka på språkvårdens område finns det behov av en samarbetsgrupp med den funktion som Språkvårdsgruppen har haft och har.